# Charlotte Johanna van Waldeck-Wildungen
Gravin Charlotte Johanna van Waldeck-Wildungen (Slot Arolsen, 13 december 1664 – Hildburghausen, 1 februari 1699), Duits: Charlotta Johanna Gräfin von Waldeck-Wildungen, officiële titels: Gräfin zu Waldeck und Pyrmont, was een gravin uit het Huis Waldeck en door huwelijk hertogin van Saksen-Saalfeld.
Charlotte Johanna was het vierde van de zeven kinderen van graaf Josias II van Waldeck-Wildungen en gravin Wilhelmina Christina van Nassau-Siegen. Al haar broers en zusters overleden op zeer jonge leeftijd.

## Huwelijk en kinderen
Charlotte Johanna huwde in Maastricht op 2 december 1690 met hertog Johan Ernst van Saksen-Saalfeld (Gotha, 22 augustus 1658 – Saalfeld, 17 december 1729), de zoon van hertog Ernst I van Saksen-Gotha. Zij was de tweede vrouw van Johan Ernst. Uit dit huwelijk werden de volgende kinderen geboren:
1. Willem Frederik (Arolsen, 16 augustus 1691 – Saalfeld, 28 juli 1720).
2. Karel Ernst (Saalfeld, 12 september 1692 – Cremona, 30 december 1720).
3. Sophia Wilhelmina (Saalfeld, 9 augustus 1693 – Rudolstadt, 4 december 1727), huwde in Saalfeld op 8 februari 1720 met vorst Frederik Anton van Schwarzburg-Rudolstadt (Rudolstadt, 14 augustus 1692 – aldaar, 1 september 1744).
4. Henriëtte Albertina (Saalfeld, 8 juli 1694 – aldaar, 1 april 1695).
5. Louise Emilie (Saalfeld, 24 augustus 1695 – Coburg, 21 augustus 1713).
6. Charlotte (Saalfeld, 30 oktober 1696 – aldaar, 2 november 1696).
7. Frans Josias (Saalfeld, 25 september 1697 – Rodach, 16 september 1764), volgde zijn vader op. Huwde in Rudolstadt op 2 januari 1723 met prinses Anna Sophia van Schwarzburg-Rudolstadt (Rathsfeld, 9 september 1700 – Slot Römhild, 11 december 1780).
8. Henriëtte Albertina (Saalfeld, 20 november 1698 – Coburg, 5 februari 1728).

Via haar zoon Frans Josias is Charlotte Johanna de betovergrootmoeder van koning Leopold I van België en de oudmoeder (moeder van de betovergrootvader) van koningin Victoria van het Verenigd Koninkrijk.

## Voorouders
| Voorouders van Charlotte Johanna van Waldeck-Wildungen | Voorouders van Charlotte Johanna van Waldeck-Wildungen                                                | Voorouders van Charlotte Johanna van Waldeck-Wildungen                                                    | Voorouders van Charlotte Johanna van Waldeck-Wildungen                                                | Voorouders van Charlotte Johanna van Waldeck-Wildungen                                                | Voorouders van Charlotte Johanna van Waldeck-Wildungen                                                    | Voorouders van Charlotte Johanna van Waldeck-Wildungen                                                    | Voorouders van Charlotte Johanna van Waldeck-Wildungen                                                | Voorouders van Charlotte Johanna van Waldeck-Wildungen                                                |
| ------------------------------------------------------ | --- | --- | --- | --- | --- | --- | --- | --- |
| Betovergrootouders                                     | Josias I van Waldeck-Eisenberg (1554–1588) ⚭ 1582 Maria van Barby en Mühlingen (1563–1619)            | Johan VII ‘de Middelste’ van Nassau-Siegen (1561–1623) ⚭ 1581 Magdalena van Waldeck-Wildungen (1558–1599) | Lodewijk I van Sayn-Wittgenstein (1532–1605) ⚭ 1567 Elisabeth van Solms-Laubach (1549–1599)           | Koenraad van Solms-Braunfels (1540–1592) ⚭ 1559 Elisabeth van Nassau-Siegen (1542–1603)               | Johan VI ‘de Oude’ van Nassau-Siegen (1536–1606) ⚭ 1559 Elisabeth van Leuchtenberg (1537–1579)            | Filips IV van Waldeck-Wildungen (1493–1574) ⚭ 1554 Jutta van Isenburg-Grenzau (?–1564)                    | Everhard XII van Erbach (1511–1564) ⚭ 1538 Margaretha van Salm-Dhaun (1521–1576)                      | Albrecht X van Barby en Mühlingen (1534–1588) ⚭ 1559 Maria van Anhalt-Zerbst (1538–1563)              |
| Overgrootouders                                        | Christiaan van Waldeck-Wildungen (1585–1637) ⚭ 1604 Elisabeth van Nassau-Siegen (1584–1661)           | Christiaan van Waldeck-Wildungen (1585–1637) ⚭ 1604 Elisabeth van Nassau-Siegen (1584–1661)               | Lodewijk II van Sayn-Wittgenstein (1571–1634) ⚭ 1598 Elisabeth van Solms-Braunfels (1578–1634)        | Lodewijk II van Sayn-Wittgenstein (1571–1634) ⚭ 1598 Elisabeth van Solms-Braunfels (1578–1634)        | Johan VII ‘de Middelste’ van Nassau-Siegen (1561–1623) ⚭ 1581 Magdalena van Waldeck-Wildungen (1558–1599) | Johan VII ‘de Middelste’ van Nassau-Siegen (1561–1623) ⚭ 1581 Magdalena van Waldeck-Wildungen (1558–1599) | George III van Erbach (1548–1605) ⚭ 1592 Maria van Barby en Mühlingen (1563–1619)                     | George III van Erbach (1548–1605) ⚭ 1592 Maria van Barby en Mühlingen (1563–1619)                     |
| Grootouders                                            | Filips VII van Waldeck-Wildungen (1613–1645) ⚭ 1634 Anna Catharina van Sayn-Wittgenstein (1610–1690)  | Filips VII van Waldeck-Wildungen (1613–1645) ⚭ 1634 Anna Catharina van Sayn-Wittgenstein (1610–1690)      | Filips VII van Waldeck-Wildungen (1613–1645) ⚭ 1634 Anna Catharina van Sayn-Wittgenstein (1610–1690)  | Filips VII van Waldeck-Wildungen (1613–1645) ⚭ 1634 Anna Catharina van Sayn-Wittgenstein (1610–1690)  | Willem van Nassau-Siegen (1592–1642) ⚭ 1619 Christiane van Erbach (1596–1646)                             | Willem van Nassau-Siegen (1592–1642) ⚭ 1619 Christiane van Erbach (1596–1646)                             | Willem van Nassau-Siegen (1592–1642) ⚭ 1619 Christiane van Erbach (1596–1646)                         | Willem van Nassau-Siegen (1592–1642) ⚭ 1619 Christiane van Erbach (1596–1646)                         |
| Ouders                                                 | Josias II van Waldeck-Wildungen (1636–1669) ⚭ 1660 Wilhelmina Christina van Nassau-Siegen (1629–1700) | Josias II van Waldeck-Wildungen (1636–1669) ⚭ 1660 Wilhelmina Christina van Nassau-Siegen (1629–1700)     | Josias II van Waldeck-Wildungen (1636–1669) ⚭ 1660 Wilhelmina Christina van Nassau-Siegen (1629–1700) | Josias II van Waldeck-Wildungen (1636–1669) ⚭ 1660 Wilhelmina Christina van Nassau-Siegen (1629–1700) | Josias II van Waldeck-Wildungen (1636–1669) ⚭ 1660 Wilhelmina Christina van Nassau-Siegen (1629–1700)     | Josias II van Waldeck-Wildungen (1636–1669) ⚭ 1660 Wilhelmina Christina van Nassau-Siegen (1629–1700)     | Josias II van Waldeck-Wildungen (1636–1669) ⚭ 1660 Wilhelmina Christina van Nassau-Siegen (1629–1700) | Josias II van Waldeck-Wildungen (1636–1669) ⚭ 1660 Wilhelmina Christina van Nassau-Siegen (1629–1700) |
| Charlotte Johanna van Waldeck-Wildungen (1664–1699)    | | | | | | | | |